# Карл Крістіан Саксонський
Ка́рл Крістіа́н Саксо́нський (нім. Karl Christian von Sachsen; 13 липня 1733 — 16 червня 1796) — саксонський курпринц, герцог Курляндії і Семигалії (1758—1763), польський королевич. Представник Альбертинської гілки німецької династії Веттінів, що були курфюстами Саксонії. Син Августа III, саксонського курфюста, обраного королем польським і великим князем литовським. Народився у Дрездені, Саксонія. Учасник Семирічної війни 1758—1763 років проти Пруссії. Отримав герцогський трон за підтримки батька і російської імператриці Єлизавети Петрівни. Він розгульний спосіб життя і управління. 1762 року, після інтронізації Катерини II, став ворогувати з російським двором, що прагнув передати Курляндію і Семигалію екс-герцогу Ернсту-Йоганну Бірону. 1763 року втік із герцогства до Саксонії. По смерті батька безуспішно намагався посісти польський трон і повернути герцогство. З 1768 року брав участь у Барській конфедерації.

## Біографія

### Молоді роки
Карл Крістіан народився 17 липня 1733 року в Дрездені, в родині Августа III, курфюста саксонського, та його дружини Марії Жозефи, ерцгерцогині австрійської. Хлопчик був п'ятим сином у сім'ї, але третім серед тих, що доросли до повноліття. Повним іменем принца було Карл Крістіан Йосип Інгац Євген Франц Ксав'єр (нім. Karl Christian Joseph Ignaz Eugen Franz Xaver).
Батьки Карла Крістіана готували для нього кар'єру військового. Під час Семирічної війни, у 1756—1757 роках, він брав участь на боці австрійської армію в боях проти Пруссії. 1758 року Карл Крістіан переїхав де Російської імперії, в Санкт-Петербург, де мешкав при дворі російської імператриці Єлизавети Петрівни. Він поступив на службу до російського війська й був учасником битви під Цорндорфом.

### Герцог Курляндії і Семигалії
10 листопада 1758 року, рішенням свого батька-короля Августа III, Карл Крістіан був призначений герцогом Курляндії і Семигалії. 29 березня 1759 року новий герцог урочисто в'їхав до своєї столиці Мітави, а 8 червня, завдяки тиску батька на Сенат та політичної підтримки російської імператриці Єлизавети, офіційно отримав герцогську інвеституру. Це рішення викликало супротив курляндської шляхти, яка боялася урізання релігійних свобод місцевої євангельсько-лютеранської церкви та посилення католицьких впливів. Шляхта жалілася до Варшави і Санкт-Петербургу, проте завдяки посередництву полангенського старости Мірбаха новий герцог уклав угоду із станами Курляндії і Семигалії, яка підтверджувала старі релігійні свободи.
Карл Крістіан намагався встановити абсолютизм й вів розкішний спосіб життя. Він реставрував Мітавський палац, часто проводив великі бенкети та полювання, намагаючись збільшити своїх прихильників серед шляхти. Герцог протегував єврейських купців і сприяв розквіту масонських організацій. Внутрішньо-політичні справи він повністю переклав на ландгофмейстра Отто-Крістофера фон дер Говена. Такий стиль поведінки та управління Карла Крістіана спричинив відразу до нього в середовищі міщан і духовенства, вихованого у дусі протестантської скромності й побожності.
25 березня 1760 року Карл Крістіан таємно одружився із графинею Фрацискою Корвін-Красинською, донькою польського графа Станіслава Корвін-Красинського. Через десять років вона народила доньку — Марію Крістіну. Шлюб герцога вважався морганатичним, оскільки Франциска не походила з правлячого дому і не належала до знаменитої династії. Саксонський і курляндські двори постійно критикували Карла Крістіана за це, тому аби зменшити напруження в червні 1775 року імператор Священної Римської імперії Йосиф II дарував Францисці титул княгині.
До смерті російської імператриці Єлизавети в 1762 році Карл Крістіан користувався підтрикою офіційного Санкт-Петербургу. Але після інтронізації Катерини II втратив її. Нова імператриця вирішила позбавити його герцогства, передавши головування в Курляндії і Семигалії екс-герцогу — Ернсту-Йоганну Бірону. Замість герцогства Катерина II пропонувала Карлу Крістіану секуляризувати єпископства Гільдесгеймське і Паденборнське, а також місто Ерфурт, але він відмовився зрікатися трону. Внаслідок цього 1762 року імператириця вислала проти нього російські війська. В грудні того ж року вони оточили Мітавський палац, де Карл Крістіан зачинився із 40 шляхтичами. Облога тривала 5 місяців, але активних бойових дій не було. Тим часом, в лютому 1763 року, за підтримки Росії, Ернст-Йоганн Бірон урочисто в'їхав до Мітави як новий герцог. Не отримавши військової підтримки ні від Речі Посполитої, ні від Саксонії, Карл Крістіан був змушений покинути палац і переїхати на батьківщину в Дрезден.

### Вигнанець
1763 року, після смерті батька Августа III, Карл Крістіан разом із братами намагався успадкувати королівський трон Польщі. 1768 року він взяв участь у Барській конфедерації, сподіваючись за допомоги шляхти Речі Посполитої повернути собі герцогство Курляндії й Семигалії, а також здобути польську корону. 1771 року було розроблено план повернути Карла Крістіана із Саксонії до Польщі, аби він очолив сили конфедерації, але цей план лишився нереалізованим. Решту життя саксонський принц провів у Дрездені, залишаючись до своєї смерті титулярним герцогом Курляндії і Семигалії.
Карл Крістіан помер 16 червня 1796 року в Дрездені, у 62-річному віці. Його поховали у лужицькому монастирі Марієнштерн, в Паншвіц-Кукау, Саксонія.

## Родина
Дружина (з 1760, таємна) — Францішка Корвін-Красінська (1742—1796), польська графиня, австрійська княжна (1775).
Діти:

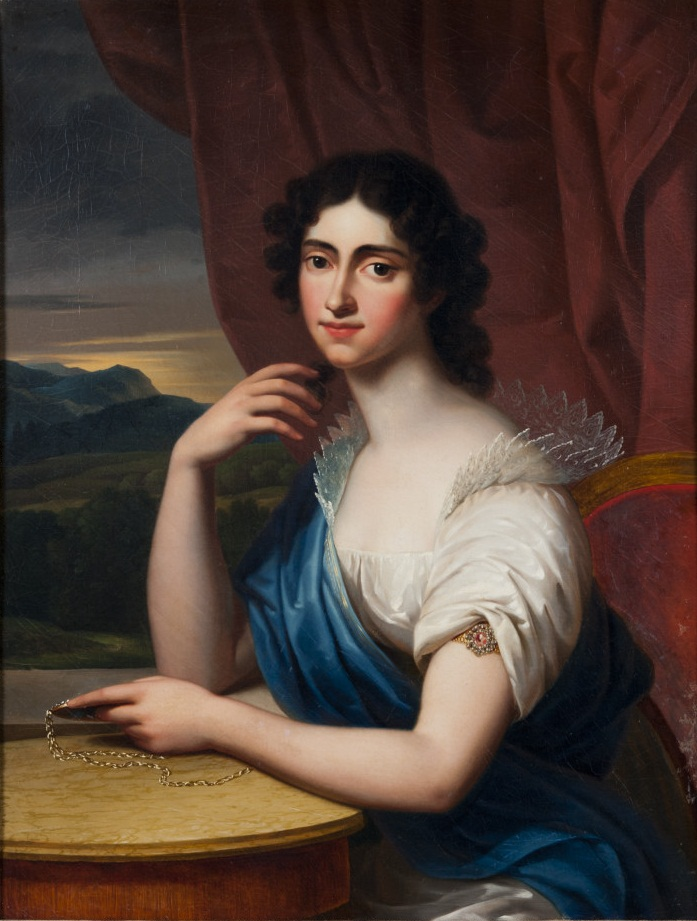
Марія Крістіна, єдина донька Карла Крістіана

- Марія Крістіна (1770—1851) — дружина Карла-Емануїла, герцога Савої (з 1797); матір Карла-Альберта, короля Сардинії (1831—1849).

## Нагороди
- Орден Білого орла (1735)
- Військовий орден Святого Генріха (1736)
- Орден Святого апостола Андрія Первозванного (1758)
- Орден Святого Олександра Невського (1758)